# Hieracium grandifoliatum
Hieracium grandifoliatum es una especie de planta con flor del género Hieracium, de la familia Asteraceae, orden Asterales.

## Distribución
Hieracium grandifoliatum se distribuye por Suecia.

## Taxonomía
Fue descrita científicamente por Dahlst.
Tratamiento taxonómico
La especie aparece registrada y publicada en Bot. Tidsskr.